# Monochamus densepunctatus
Monochamus densepunctatus är en skalbaggsart som beskrevs av Stefan von Breuning 1980. Monochamus densepunctatus ingår i släktet Monochamus och familjen långhorningar.
Artens utbredningsområde är Filippinerna. Inga underarter finns listade i Catalogue of Life.